# Municipio de Trelipe
El municipio de Trelipe (en inglés: Trelipe Township) es un municipio ubicado en el condado de Cass en el estado estadounidense de Minnesota. En el año 2010 tenía una población de 150 habitantes y una densidad poblacional de 0,82 personas por km².

## Geografía
El municipio de Trelipe se encuentra ubicado en las coordenadas 46°52′31″N 94°6′17″O / 46.87528, -94.10472. Según la Oficina del Censo de los Estados Unidos, el municipio tiene una superficie total de 183.52 km², de la cual 173,24 km² corresponden a tierra firme y (5,6 %) 10,27 km² es agua.

## Demografía
Según el censo de 2010, había 150 personas residiendo en el municipio de Trelipe. La densidad de población era de 0,82 hab./km². De los 150 habitantes, el municipio de Trelipe estaba compuesto por el 98,67 % blancos y el 1,33 % eran de una mezcla de razas. Del total de la población el 0 % eran hispanos o latinos de cualquier raza.